# 科姆洛
科姆洛是匈牙利的城鎮，位於該國南部，由巴蘭尼亞州負責管轄，面積46.55平方公里，主要經濟活是採礦業，2009年人口25,881，約一半居民信奉天主教。